# 보스턴 다이내믹스
보스턴 다이내믹스(영어: Boston Dynamics)는 미국의 로봇 공학 관련기업이다.

## 인수
1992년 미국에서 시작된 스타트업 기업이며, 2013년 구글에서 인수하였다가 2017년 일본의 소프트뱅크로 인수되었다. 이후 로봇의 양산화 문제로 2020년 현대자동차그룹이 9억 2100만 달러의 금액으로 인수하여 80%의 지분을 현대로 인계하였다.

## 연혁
- 1992년 - MIT의 Spin Off Company 형태로 회사 창립
- 2013년 12월 - 구글에 피인수
- 2015년 2월 - 상업용 로봇 스팟 첫 시제품 공개
- 2016년 2월 - 차세대 아틀라스 공개
- 2017년 2월 - 바퀴 달린 로봇 핸들 공개
- 2017년 6월 - 소프트뱅크그룹에 피인수
- 2019년 3월 - 물류 로봇으로 개량된 핸들 공개
- 2019년 4월 - 키네마 시스템즈 인수
- 2020년 1월 - 스팟 소프트웨어 개발 키트 일반 공개
- 2020년 12월 - 현대자동차그룹에 피인수[2]
- 2021년 9월 - 공장 안전 서비스 로봇 공개[3][4]

## 제품
- 빅 독(en:BigDog) - 보스턴 다이내믹스와 하버드 대학이 공동으로 개발한 4족 보행 로봇이며, 차량이 다니기 힘든 험지나 위험지역에서 물자 수송을 위해 개발되었다.
- 리틀 독(Little dog) - 기본 플랫폼을 제작한 보스턴 다이내믹스와 미국 내 MIT, 스탠포드 대학교, 펜실베니아 대학교, 플로리다 대학, 사우스 캘리포니아 대학, 카네기 멜런 대학 등 6개 대학 로봇 연구소와 함께 제작한 로봇이다.
- LS3(Legged Squad Support System) - 기존 빅 독의 개량형 모델이며, 보병의 분대를 지원하는 목적으로 개발되었다.
- 치타(Cheetah) - 보스턴 다이내믹스의 4족 보행 로봇에 보폭 및 주행 속도를 높이는 연결식 배부를 장착한 로봇이다.
- 와일드 캣(Wild cat) - 2013년에 공개됐으며, 다양한 주변 환경 속에서 빠른 속도로 이동 가능한 4족 보행 로봇이다.
- 펫맨(Petman) - 빅 독의 파생형인 펫맨은 2족 보행 로봇으로, 사람과 유사한 발꿈치-발끝 보행으로 걷는다.
- 아틀라스(Atlas) - 걷기, 물건 들기, 일어서기 등이 가능한 완전 자율 직립 2족 보행하는 인간형 로봇이다.
- 스팟(Spot) - 4족 보행 로봇으로 아파트 현장과 공연장 신축현장 등에서 가설공사 현황 데이터 수집을 위해 활용된다.
- 핸들(Handle) - 2017년에 공개됐으며, 기존 보스턴 다이내믹스의 제품과 달리 다리에 바퀴를 달았다.
- 픽(Pick) - 보스턴 다이내믹스의 첫 상용 로봇으로, 화물을 분류해주는 화물용 로봇이다.
- 공장 안전 서비스 로봇(Factory Safety Service Robot) - 2021년 9월 17일에 공개됐다. 기존 4족 보행 로봇 스팟에 AI 프로세싱 서비스 유닛(AI Processing Service Unit)을 탑재했으며, 인공지능 기반 내비게이션, 출입구 컨트롤 및 개폐여부 인식, 고온 위험 감지 등의 기능을 보유하고 있다.

## 갤러리

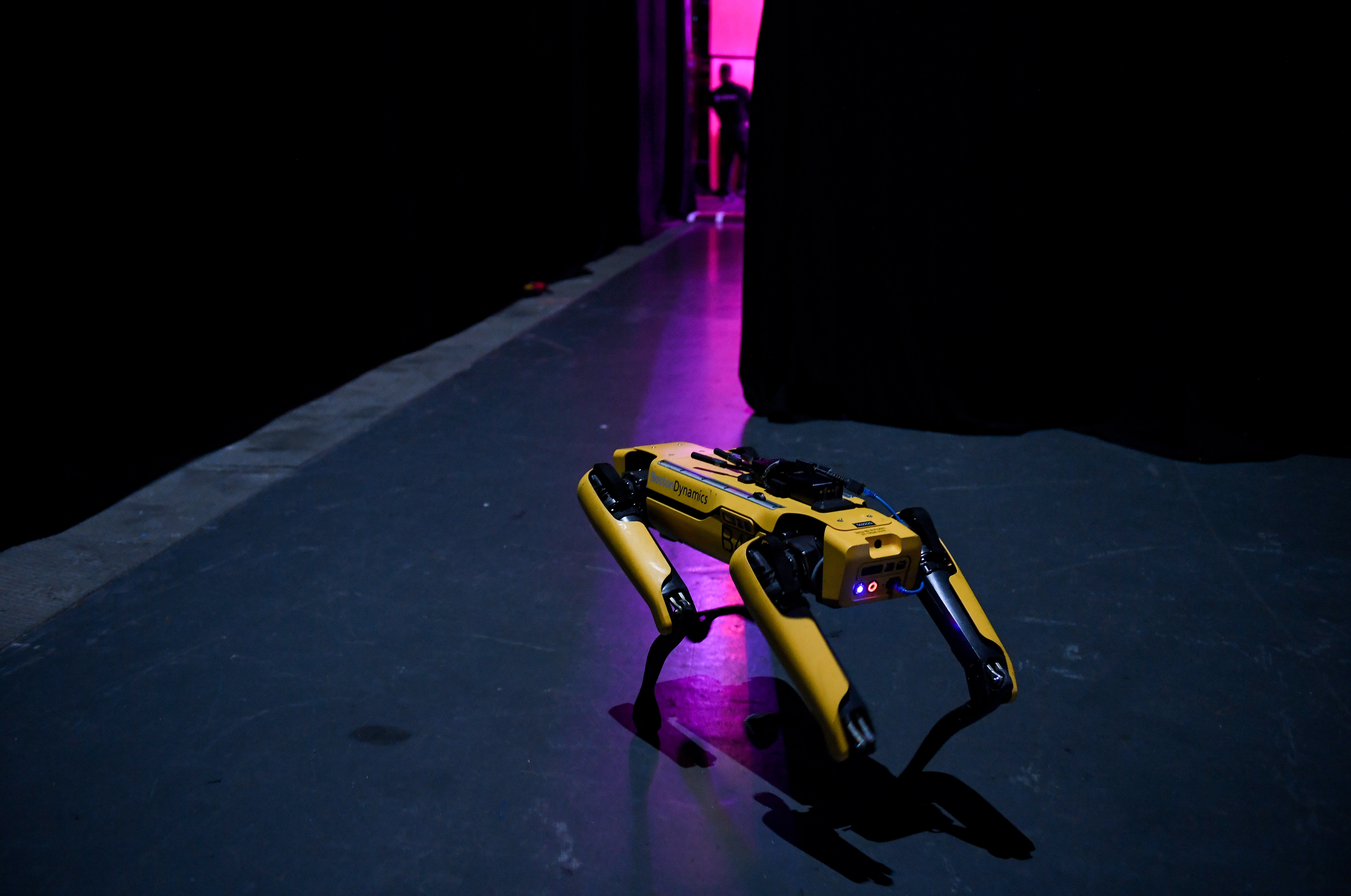
스팟

## 같이 보기
- 현대자동차그룹
- 소프트뱅크그룹